# Laxmannia
Laxmannia es un género de plantas herbáceas rndémicas de Australia.

## Descripción
Son hierbas perennes rizomatosas con bucles, raíces como zancos y fibrosas. Hojas caulinares, ± cilíndricas, numerosas y sésiles en mechones, dispersas a lo largo de los tallos dejando intervalos sin hojas; bases de revestimiento, los márgenes finamente divididos. Inflorescencia terminal, escaposa, en forma de umbela con involucro de brácteas imbricadas escariosas; brácteas exteriores enteras; brácteas florales con los márgenes dentados finamente divididos, flores pediceladas. Tépalos nervados, sin torcer después de la floración, de color blanco rosado a verdoso persistentes; tépalos externos libres, tépalos internos poco unidos o libre. Estambres 6, un poco más cortos que los tépalos interiores, los 3 interiores fusionados con los tépalos internos; filamentos cilíndricos. Óvulos 1-8 por lóculo, estilo filiforme. Fruto una cápsula, encerrada en perianto persistente, semillas 3-12, triangulares.

## Taxonomía
El género fue descrito por Robert Brown y publicado en Prodromus Florae Novae Hollandiae 285. 1810. La especie tipo es: Laxmannia gracilis R.Br.

## Especies
Especies incluidas:.
- Laxmannia arida Keighery
- Laxmannia brachyphylla F.Muell. – Stilted Paper-Lily[4]
- Laxmannia compacta Conran & P.I.Forst.
- Laxmannia gracilis R.Br. – Slender Wire-lily[1]
- Laxmannia grandiflora Lindl.
- Laxmannia jamesii Keighery – Paperlily[4]
- Laxmannia minor R.Br.
- Laxmannia omnifertilis Keighery
- Laxmannia orientalis Keighery – Dwarf Wire-lily[5]
- Laxmannia paleacea F.Muell.
- Laxmannia pauciflora Endl.
- Laxmannia ramosa Lindl. – Branching Lily[4]
- Laxmannia sessiliflora Decne.
- Laxmannia squarrosa Lindl. – Nodding Lily[4]